# 구메군

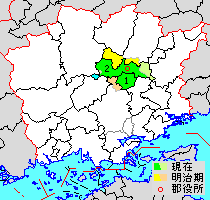
구메군의 위치

구메군(일본어: 久米郡)은 일본 오카야마현의 군이다.
인구 15,833명, 면적 464.34km², 인구밀도 34.1명/km².(2025년 3월 1일, 추계인구)
이하 2개의 정으로 구성된다.
- 구메난정(久米南町)
- 미사키정(美咲町)

## 역사
- 2005년 2월 28일 - 구메 정이 쓰야마시에 편입되었다.
- 2005년 3월 22일 - 아사히 정·주오 정·야나하라 정이 합병해 미사키 정이 성립하였다.